# Nagwa Fuad

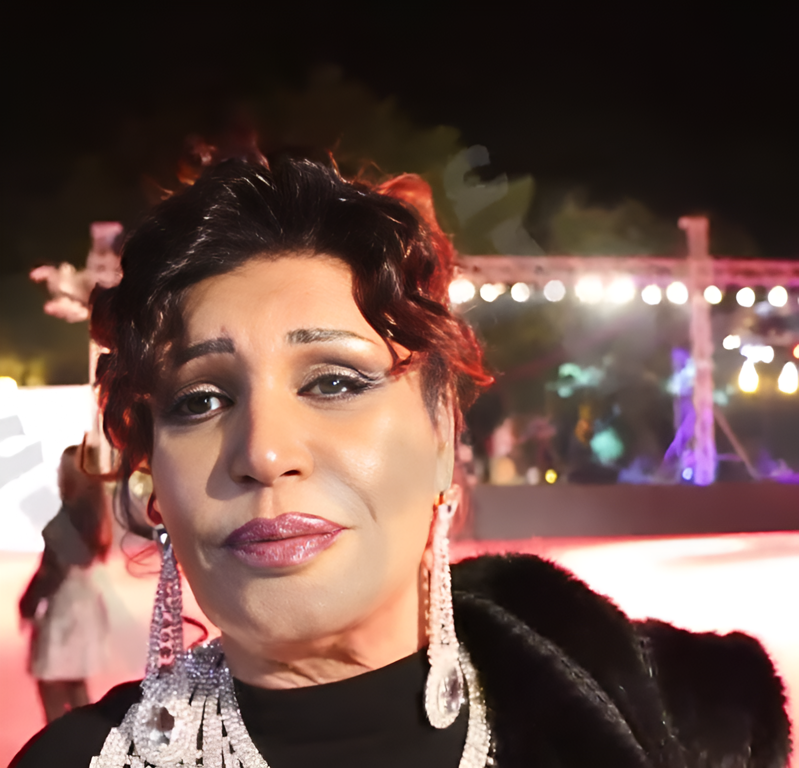
Nagwa Fuad, 2015.

Nagwa Fuad (anhörenⓘ arabisch نجوى فؤاد, DMG Naǧwā Fuʾād; geb. am 17. Januar 1939 als Awatif Muhammad Agami / عواطف محمد عجمي / ʿAwāṭif Muḥammad ʿAǧamī in Alexandria) ist eine ehemalige ägyptische Bauchtänzerin und Schauspielerin. Sie gehört wie Suhair Zaki zur zweiten Generation der Stars des ägyptischen Bauchtanzes, die auf Tänzerinnen wie Tahiyya Kariokka und Samia Gamal folgte und galt in den 1970er-Jahren als eine der berühmtesten Bauchtänzerinnen in der arabischen Welt.
Fuad fügte in den Bauchtanz Elemente anderer, vor allem europäischer Tänze ein, die vor allem für Showdarbietungen geeignet waren und modernisierte ihn damit nachhaltig. In späteren Lebensjahren blickte sie kritisch auf die Entwicklungen zurück, die der Bauchtanz in Ägypten genommen hatte.

## Frühes Leben
Fuad wurde 1939 in Alexandria als Tochter in einer muslimischen Mittelschichtsfamilie geboren. Ihr ägyptischer Vater arbeitete in Jaffa im damaligen Britisch-Palästina, wo er ihre palästinensische Mutter kennenlernte. Kurz nach ihrer Geburt zog die Familie zurück nach Jaffa, wo die Mutter wenige Monate später an Krebs starb. Der Vater heiratete eine Türkin. Infolge des Palästinakrieges und der Nakba, der Flucht und Vertreibung der Palästinenser, musste die Familie nach Ägypten fliehen, wo Fuad zeitweise in einem Flüchtlingslager am Suez-Kanal lebte. Aus einer weiteren Ehe des Vaters hat sie mehrere Halbgeschwister.
In ihrer Kindheit und Jugend hatte Fuad bereits im privaten Rahmen den traditionellen ländlichen Baladi-Tanz aufgeführt. Im Alter von 14 Jahren bat sie ihre Stiefmutter sie nach Kairo zu bringen, wo sie in der Unterhaltungsindustrie arbeiten wollte. Sie fand eine Anstellung bei der Urabi Agency, einer Talentagentur für ägyptische Filmschauspieler, was ihr die Türen der Filmindustrie öffnete, indem sie als Bauchtänzerin besetzt wurde.

## Karriere als Schauspielerin und Bauchtänzerin
1957 folgte das Debüt der 18-jährigen Fuad in dem Film Ighra'a (Verführung). Wenig später lernte sie den deutlich älteren Komponisten  Ahmad Fuad Hassan, der sie in seinem Stück Adwa'a al-Madina besetzte. Noch minderjährig heiratete Fuad den deutlich älteren Komponisten, der sie ermunterte sich als Tänzerin ausbilden zu lassen.  Ihre Familie in Alexandria war weder von der Heirat noch der Arbeit ihrer Tochter angetan; die Arbeit ging mit Todesdrohungen an die Familie einher; Fuads Onkel soll gar versucht haben Fuad zu töten.
Fuad besuchte die Nelly Mazlum Tanzschule und schloss sich der Nationalen Tanztruppe an, um bei russischen Lehrern Folklore-Tanz zu lernen. Ebenso lernte sie arabische, oberägyptische und nordafrikanische Tänze sowie westlich klassisches Ballett, Jazz und Stepptanz. Anschließend begann sie wechselnd, oft auch am gleichen Tag als Schauspielerin und Tänzerin zu arbeiten, tagsüber am Film, abends als Tänzerin.

## Bedeutung für den Bauchtanz

Nagwa Fuad im Bauchtanz-Kostüm, al-Schabaka-Magazin, 1972.

### Modernisierung des Tanzes
Nagwa Fuad gehörte zur zweiten Generation der Stars des ägyptischen Bauchtanzes, die auf Pionierinnen wie Tahiyya Kariokka und Samia Gamal folgte, und war neben Suhair Zaki die bedeutendste.

Fuad veränderte den Tanz nachhaltig. 1976 schrieb der Komponist Muhammad Abd al-Wahab exklusiv für ihre Bauchtanzshow ein ganzes Musikstück mit dem Titel "Amar Arbatashar", was ihren Übergang vom klassisch-orientalischen Tanz zu choreografierten Bühnenauftritten markierte. Fuad selbst erklärte dazu: "Ich habe europäische Einflüsse in meine Tänze eingebaut. Sie unterscheiden sich sehr von den traditionellen Tänzen, und ich möchte sie auf Film festhalten, damit die Menschen sie auch in Zukunft sehen können." Die Washington Post, die Fuad als "Königin des Bauchtanzes" beschrieb, urteilte 1977: 
"Nagwa Fuad hat den Bauchtanz modernisiert und verwestlicht und einen persönlichen Stil entwickelt, den ihre Kritiker verachten, Touristen und Nachtclubbesucher aber zu lieben scheinen. [...] Zum Teil wegen ihrer Arbeit und zum Teil wegen Mahmud Reda, dem Choreographen der staatlich geförderten Folklore-Tanzgruppe am "Balloon Theater" in Kairo, hat sich der ägyptische Tanz in zwei Jahrzehnten mehr verändert als in Jahrhunderten. Puristen sind darüber entsetzt, aber Reda sagt, das sei nur gut fürs Showgeschäft."
Mahmud Reda erklärte dazu: "In dem Moment, in dem man einen Tanz aus dem Dorf auf die Bühne bringt, beginnt er sich zu verändern." [...] "Wenn man das Echte will, muss man 50 Jahre zurückgehen. Auf dem Dorf war der traditionelle Tanz nicht monoton und repetitiv. Aber auf der Bühne ist das anders. Das Publikum zahlt für die Eintrittskarten, und man kann nicht einfach die gleichen Bewegungen immer und immer wieder wiederholen."

### Tanz mit der Politik
In den 1970er-Jahren galt Fuad als eine der berühmtesten Bauchtänzerinnen in der arabischen Welt. Dabei trat sie vor hochrangigen Persönlichkeiten, auch Politikern auf, darunter mehrere Regierungschefs wie Ägyptens Präsident Gamal Abd al-Nasser und US-Präsident Jimmy Carter. Nach der militärischen Niederlage Ägyptens gegen Israel im Jom-Kippur-Krieg tanzten Fuad und Suhair Zaki 1974 bei einem Auftritt vor dem ägyptischen Präsidenten Anwar al-Sadat, US-Präsident Richard Nixon und dessen Außenminister Kissinger. Die ägyptische nationalistische Presse geißelte den Auftritt als sinnbildliche Prostitution Ägyptens vor den USA und Israel.

### Blick auf die spätere Entwicklung des Tanzes in Ägypten
Bereits in den 1980er-Jahren dachte Fuad darüber nach eine Tanzakademie zu gründen, um den Bauchtanz methodisch zu unterrichten. Ihr Ziel war es unter anderem sicherzustellen, dass neue Tänzerinnen ihre Kunst der Anmut und nicht der Sensation darboten. In ihren späteren Jahren beklagte Fuad die Wandlung, die der Bauchtanz in Ägypten erfahren hatte und unterschied 2019 zwischen "respektvollen" und "unangemessenen" Bauchtanz, der vor allem durch neue Freizügigkeit und ausländische Tänzerinnen ins Land gekommen sei:

„"Der Bauchtanz besteht heute aus spärlich bekleideten Frauen, es geht alles um Erotik. Früher war der Bauchtanz jedoch eine Kunstform, und Tanzensemble-Aufführungen sahen aus wie feine Gemälde." [...] Ausländische Bauchtänzerinnen sind talentiert, aber sie haben nicht denselben Geist wie die östlichen Bauchtänzerinnen. Ausländische Bauchtänzerinnen kleiden sich auch in freizügigen Kostümen, daher rufe ich in solchen Fällen zur Intervention auf, um kulturelle Werte zu bewahren."“

## Politische Positionen
2019 äußerte Fuad ihre Unterstützung für das Regime von Abd al-Fattah as-Sisi, der Ägypten nach der Revolution in Ägypten 2011 Stabilität wiederhergestellt habe.

## Privatleben
1997 zog sich Fuad, inzwischen 58-jährig, aus dem Tanz-Geschäft gänzlich zurück, wobei sie dies u. a. mit religiösen Einflüssen begründete. Einmal ließ sie sich mit dem Hidschab abbilden und erklärte, sie wolle die Haddsch nach Mekka unternehmen.
Fuad war mehrfach verheiratet, nach eigenen Angaben sechsmal, darunter mit Ahmad Fuad Hassan. 1963 war sie mit dem Schauspieler Ahmad Ramzy verheiratet, der für sie seine Frau verlassen hatte, wegen der Gefühle seiner Tochter jedoch nach zwei Wochen die Ehe mit Fuad bereits annullierte. Einer ihrer weiteren Ehemänner war der Generaldirektor des Cairo Sheraton Hotels.
Vor der Öffentlichkeit verbarg Fuad bis 2020, dass sie eine Tochter namens Nadia adoptiert hatte, gegenüber der sie – aufgrund ihrer eigenen Erfahrungen – entschieden ablehnte, sich in der Schauspielerei zu betätigen. Die Adoptivtochter wurde Juristin.
In einem Interview mit dem Fernsehsender MBC Egypt blickte Fuad rückblickend kritisch auf ihr Leben und ihre Karriere zurück. So bereute sie als Jugendliche nach Kairo gegangen zu sein und keine Kinder bekommen zu haben, als sie mit Ahmad Fuad Hassan verheiratet gewesen war, weil sie befürchtet hatte, dass dies ihrer Karriere schaden und sie auf die Rolle als Hausfrau und Mutter beschränken würde. Sie hatte mehrere Abtreibungen.

### Angebliche Beziehung zu Henry Kissinger
Henry Kissinger zeigte ein starkes Interesse an Nagwa Fuad und erwähnte sie in seinen Memoiren: "Bei jedem Besuch in Kairo war ich stets darauf bedacht, dass die ägyptische Tänzerin Nagwa Fouad anwesend war. Sie hat mich fasziniert, und ich halte sie für eines der schönsten Dinge, die ich in der arabischen Welt gesehen habe, wenn nicht sogar für das einzige."
Nagwa Fuad wies Gerüchte über eine Beziehung zu Kissinger als Spekulation der Regenbogenpresse zurück, tatsächlich habe er ihr aber einen Antrag gemacht. Bei ihren Auftritten vor Kissinger habe dieser im Saal des Cairo Sheraton Hotels, wo Fuad als Haupttänzerin arbeitete, ausschließlich für sich und seine Leibwächter reserviert.